# Saint-Fort-sur-le-Né
Saint-Fort-sur-le-Né is een gemeente in het Franse departement Charente (regio Nouvelle-Aquitaine) en telt 395 inwoners (2004). De plaats maakt deel uit van het arrondissement Cognac.

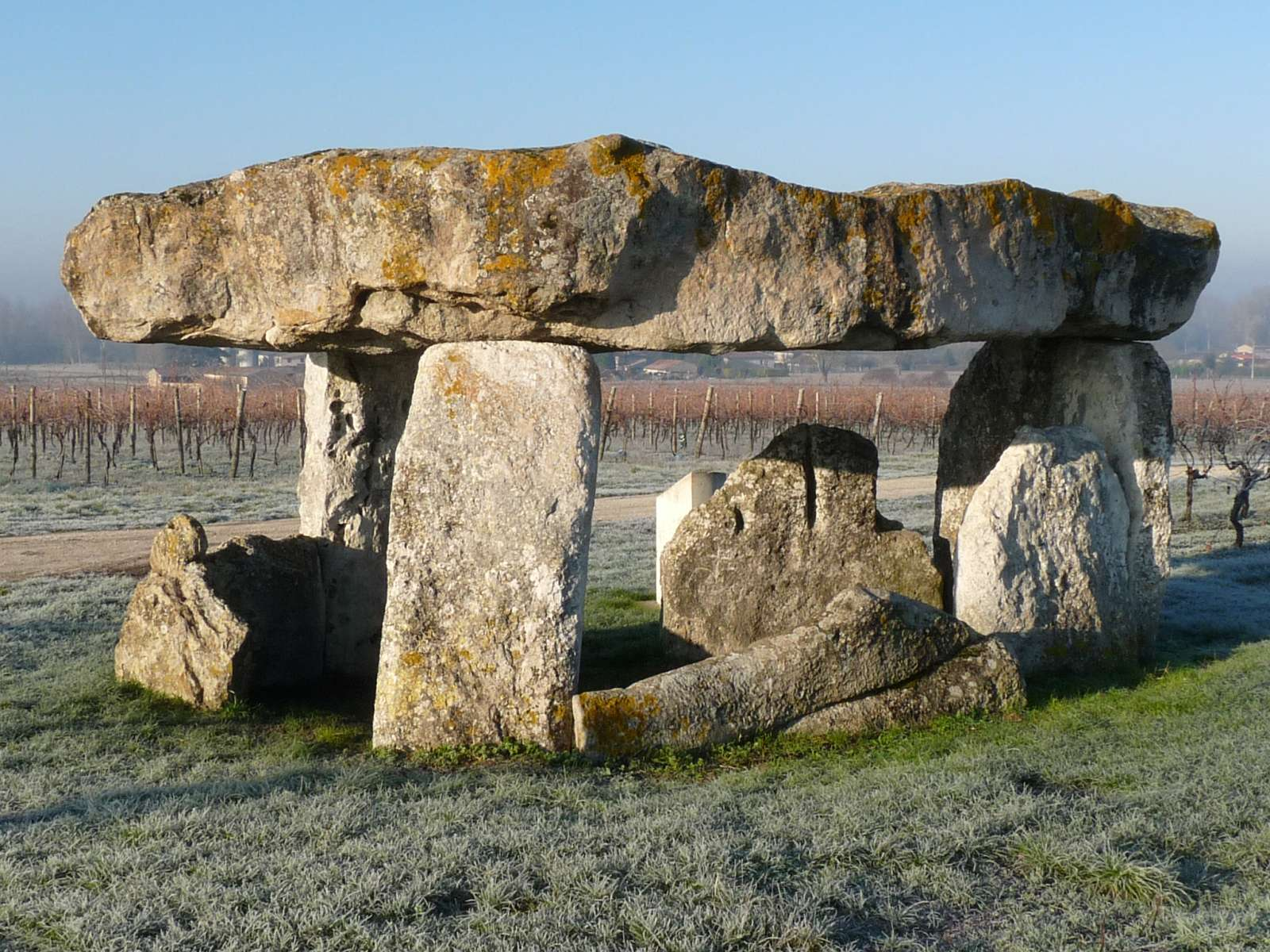
Dolmen bij Saint-Fort-sur-le-Né
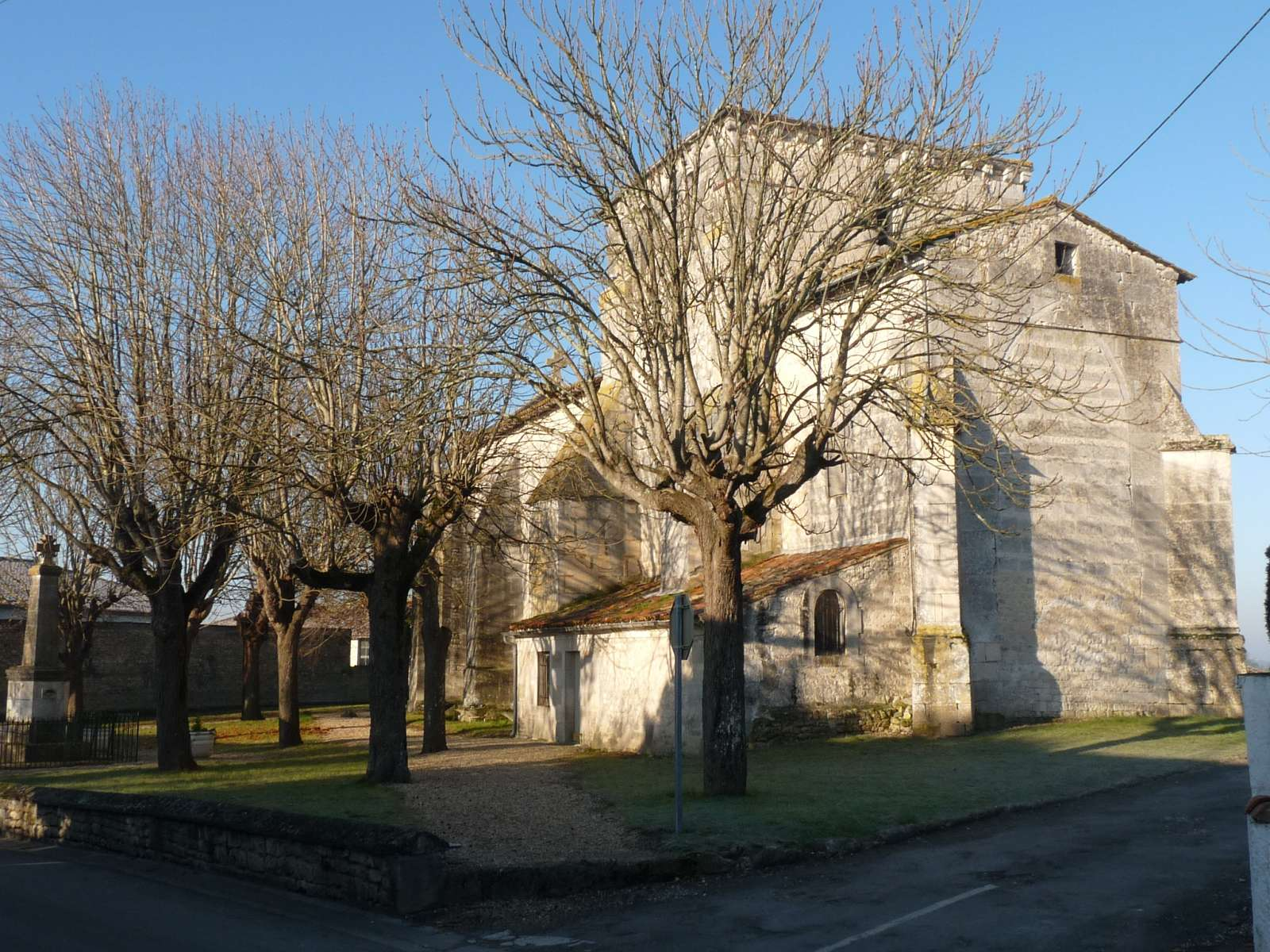
Kerk van Saint-Fort-sur-le-Né
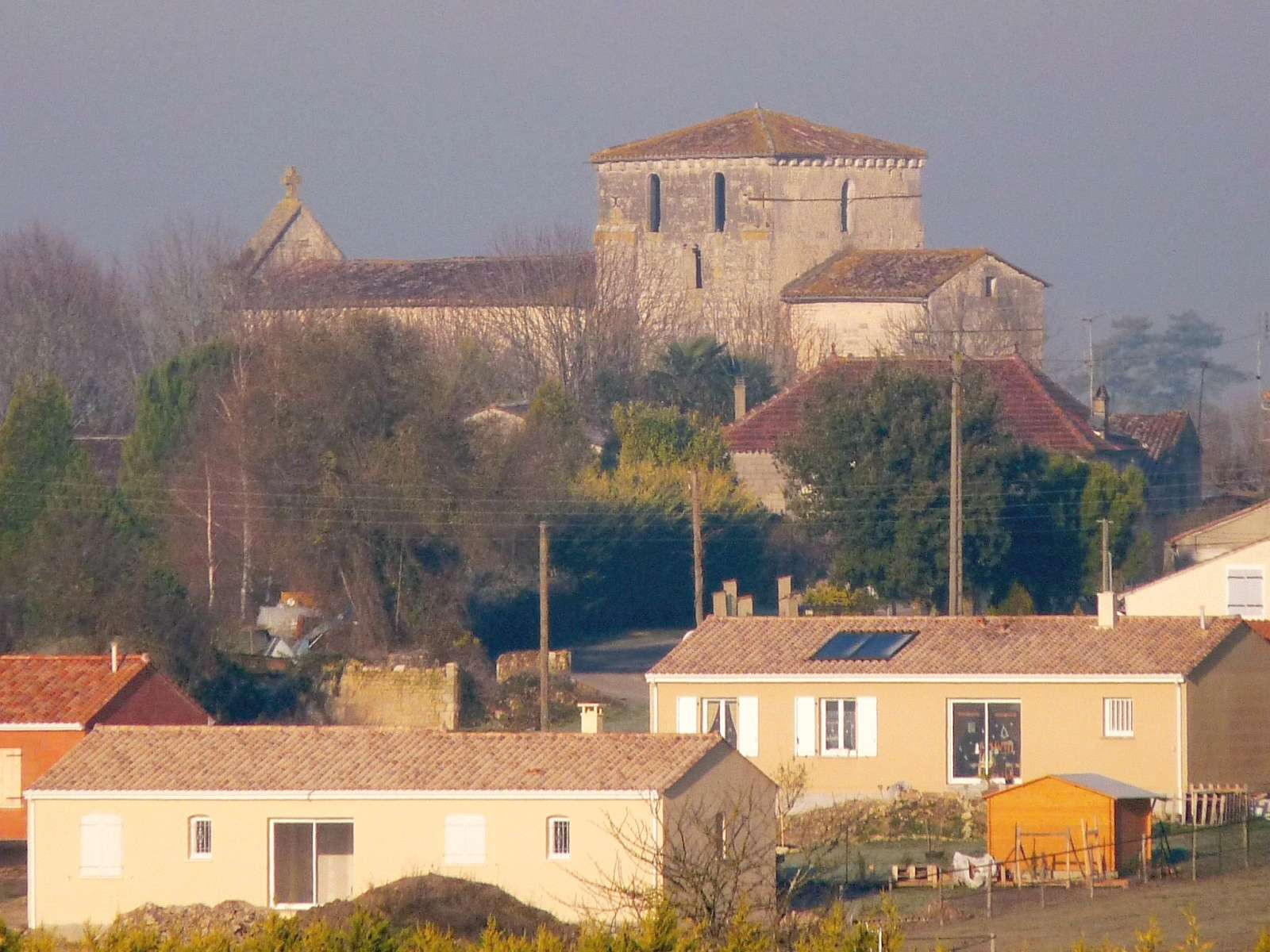
Saint-Fort-sur-le-Né
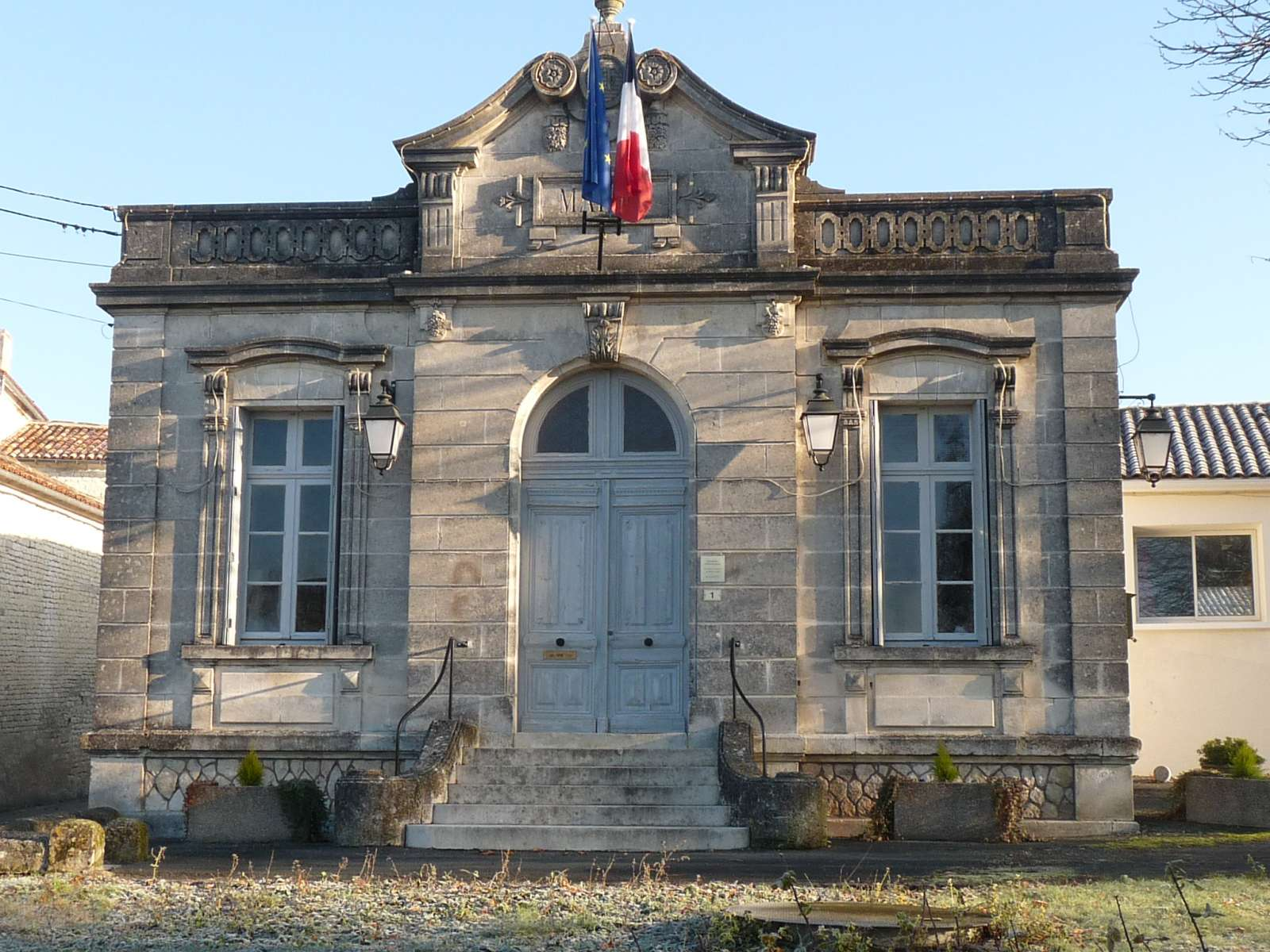
Gemeentehuis

## Geografie
De oppervlakte van Saint-Fort-sur-le-Né bedraagt 6,8 km², de bevolkingsdichtheid is 58,1 inwoners per km².
De onderstaande kaart toont de ligging van Saint-Fort-sur-le-Né met de belangrijkste infrastructuur en aangrenzende gemeenten.

## Demografie
Onderstaande figuur toont het verloop van het inwonertal (bron: INSEE-tellingen).